# 英国宇航146型飞机
英国宇航146型飞机（英語：BAe 146）是一种早期的支线客机，由英国宇航公司设计制造，后来该公司改组为英國航太系統公司（BAE system）。该机型从1983年生产到2002年，在1992年推出了后续改良型号Avro RJ。在1997年制造商宣布Avro RJX是未来的更新改良版本並更换了新的引擎，但是在2001年计划终止前只造出了2架原型机和1架成品机。Avro RJ/BAe 146一共制造了387架的，它目前是英国最成功的支线客机。BAe 146/Avro RJ采用上悬机翼（上单翼）和T型尾翼设计，机翼下悬挂4台ALF 502涡扇引擎，采用前三点式起落架。
该机型在市场上以低噪声而闻名，有耳语喷气机的美誉，广泛应用在小城市的支线机场，扮演着短途或支线航班的角色。许多欧洲航空公司广泛使用BAe 146/Avro RJ，如布鲁塞尔航空，城捷航空，瑞士国际航空和汉莎航空。该飞机的货机型被称为安静的货船QT（Quiet Trader），客货快速转换型被称为QC（Quick Change）BAe 146衍生出-100，-200和-300型；Avro RJ与之相对应的为RJ70, RJ85,和 RJ100分别代表75座，85座和100座。

## 歷史

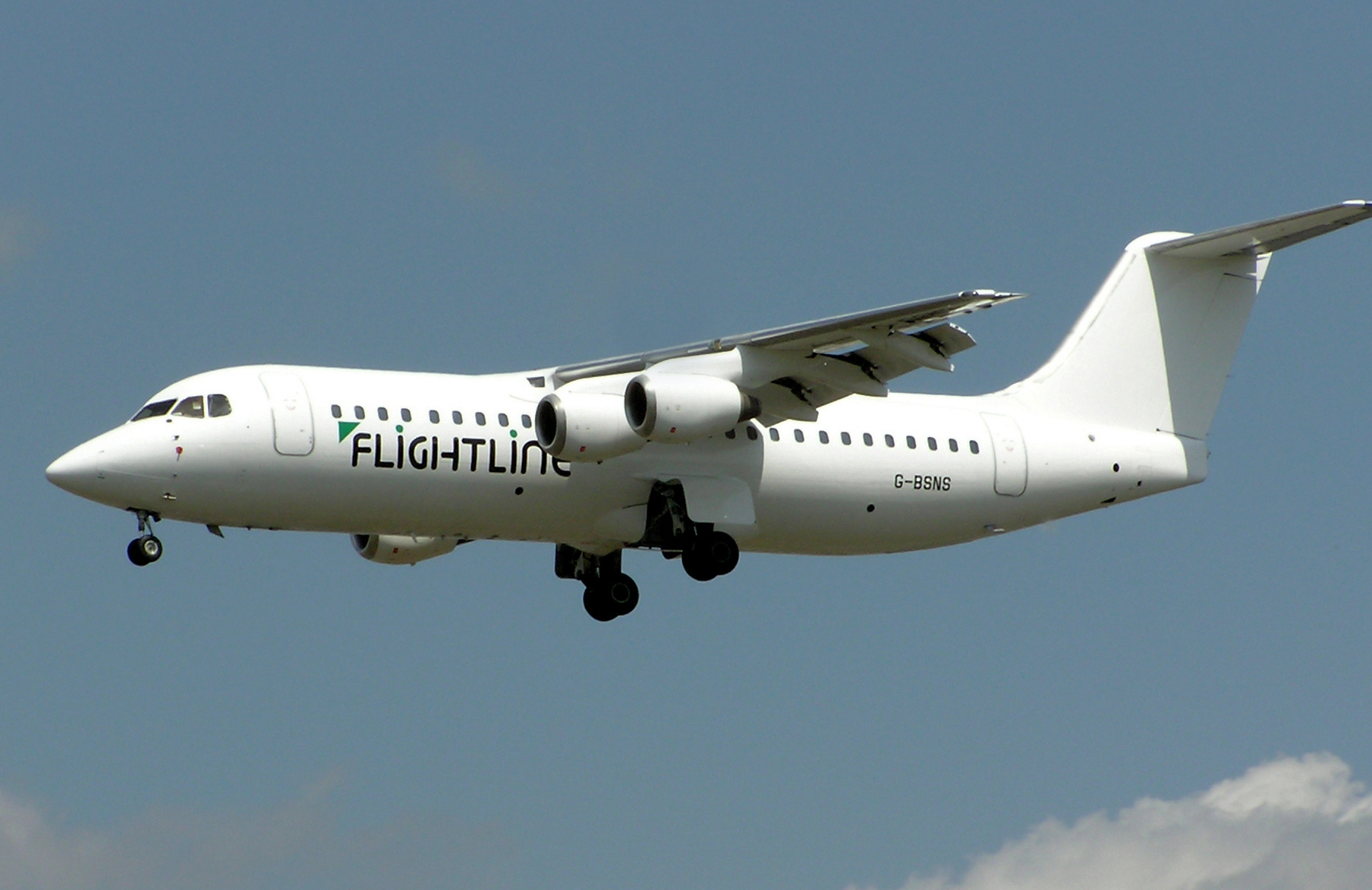
flightline的一架146

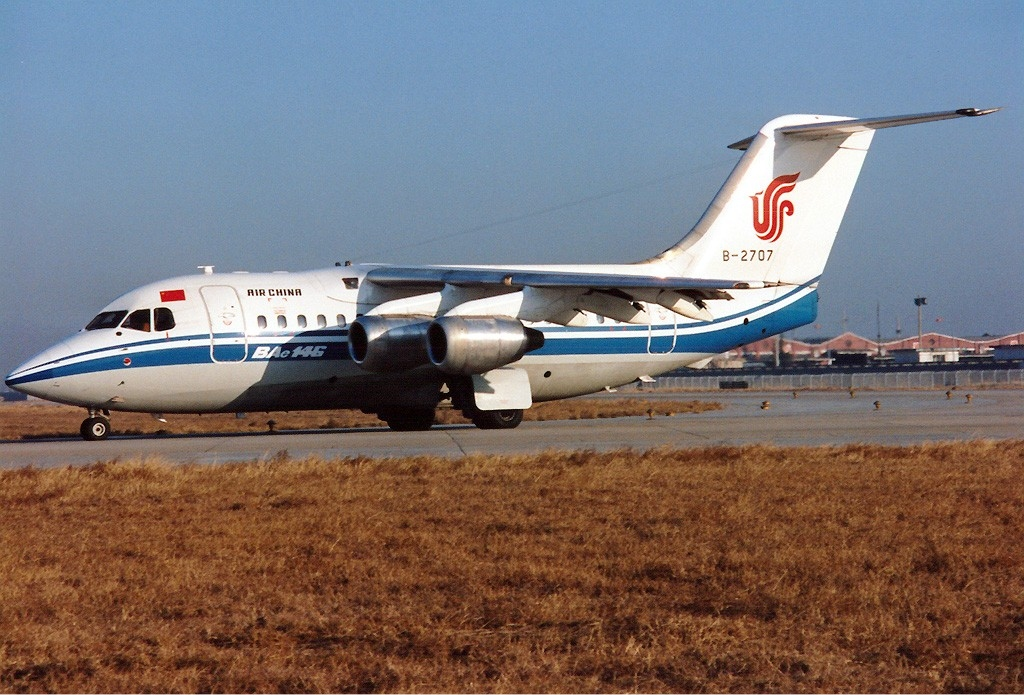
1995年中國國際航空的BAe 146-100

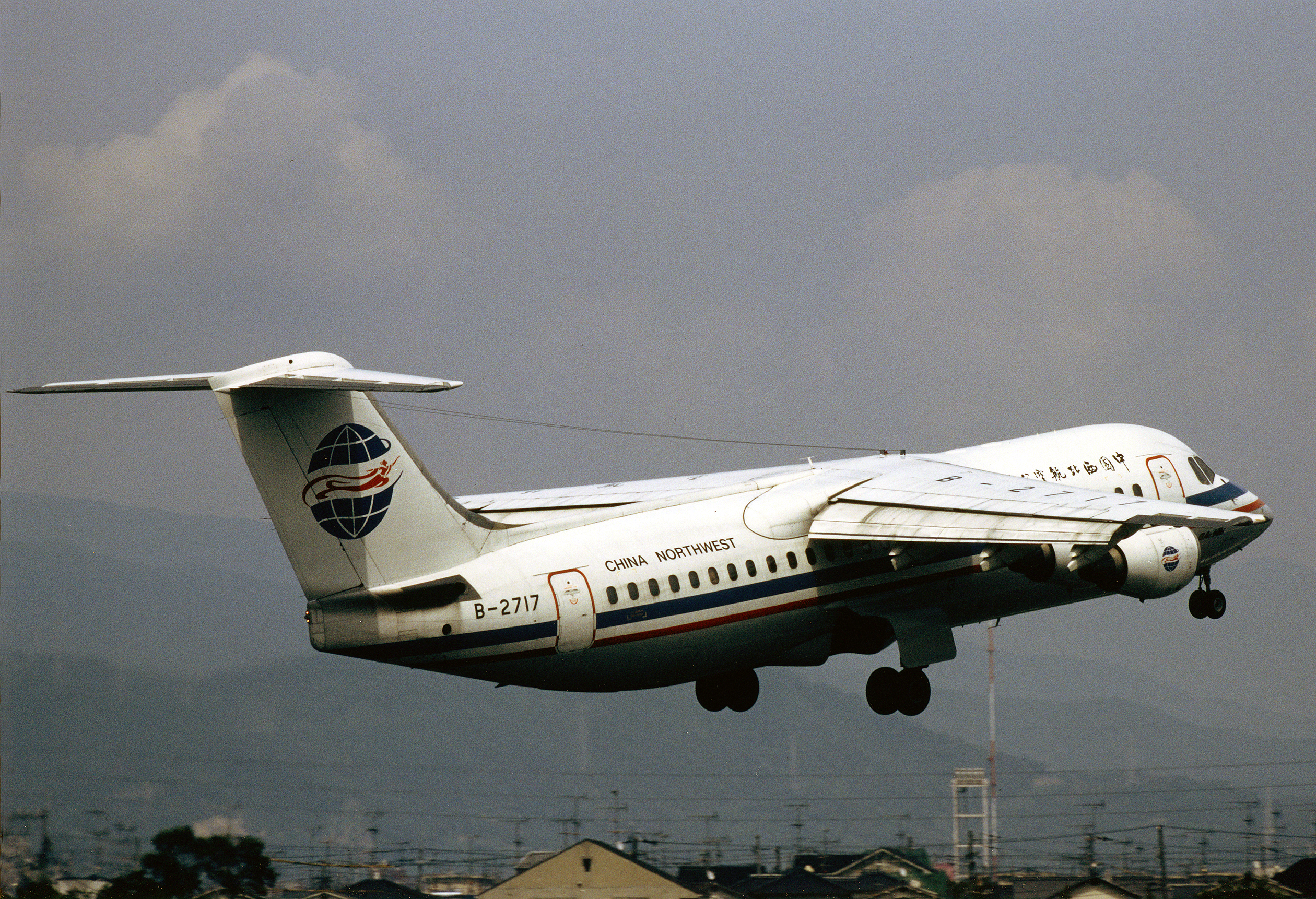
中國西北航空的Bae146

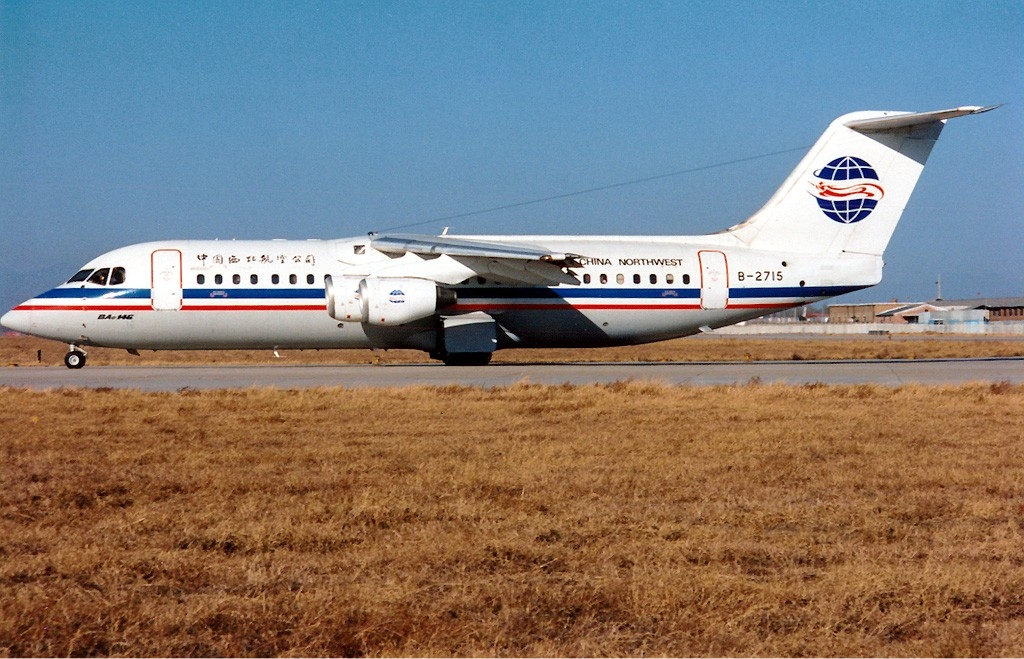
中國西北航空的Bae146

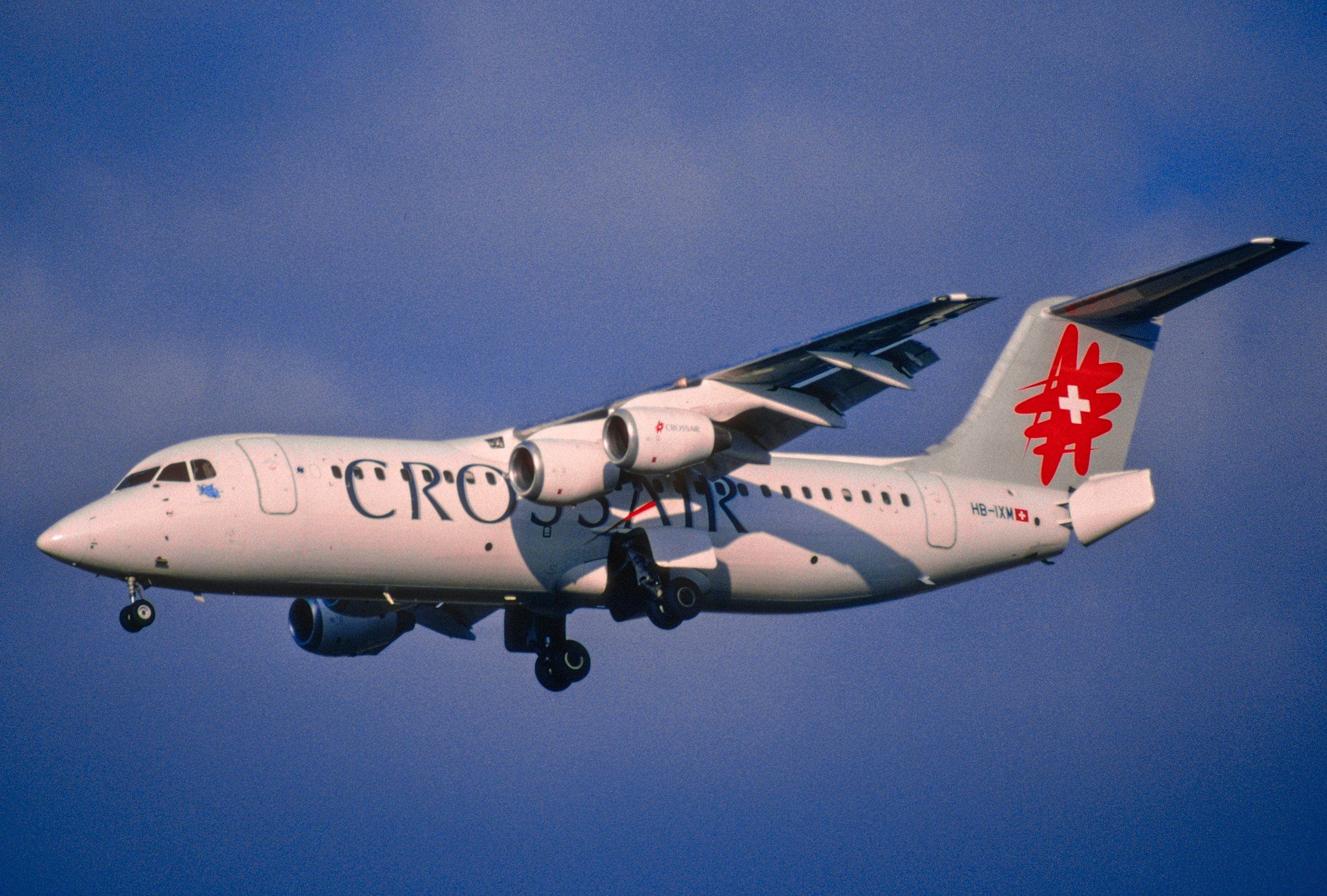
十字航空的一架Bae146，于2001年11月24日在苏黎世坠毁，24人遇难。

早在1973年，英國的Hawker Siddeley公司以HS-146為代號，宣佈研發一款70-85座級的四引擎噴射機，不過後來爆發了石油危機，使英國政府停止撥款資助霍克．西德利公司，研發團隊只能以有限資源維持其有限度開發。霍克·西德利公司在1977年與英國飛機公司整合為英國航太，整個開發計劃在1978年才被英國政府批准，由英國航太重新啟動HS-146計劃，改稱為BAe 146。

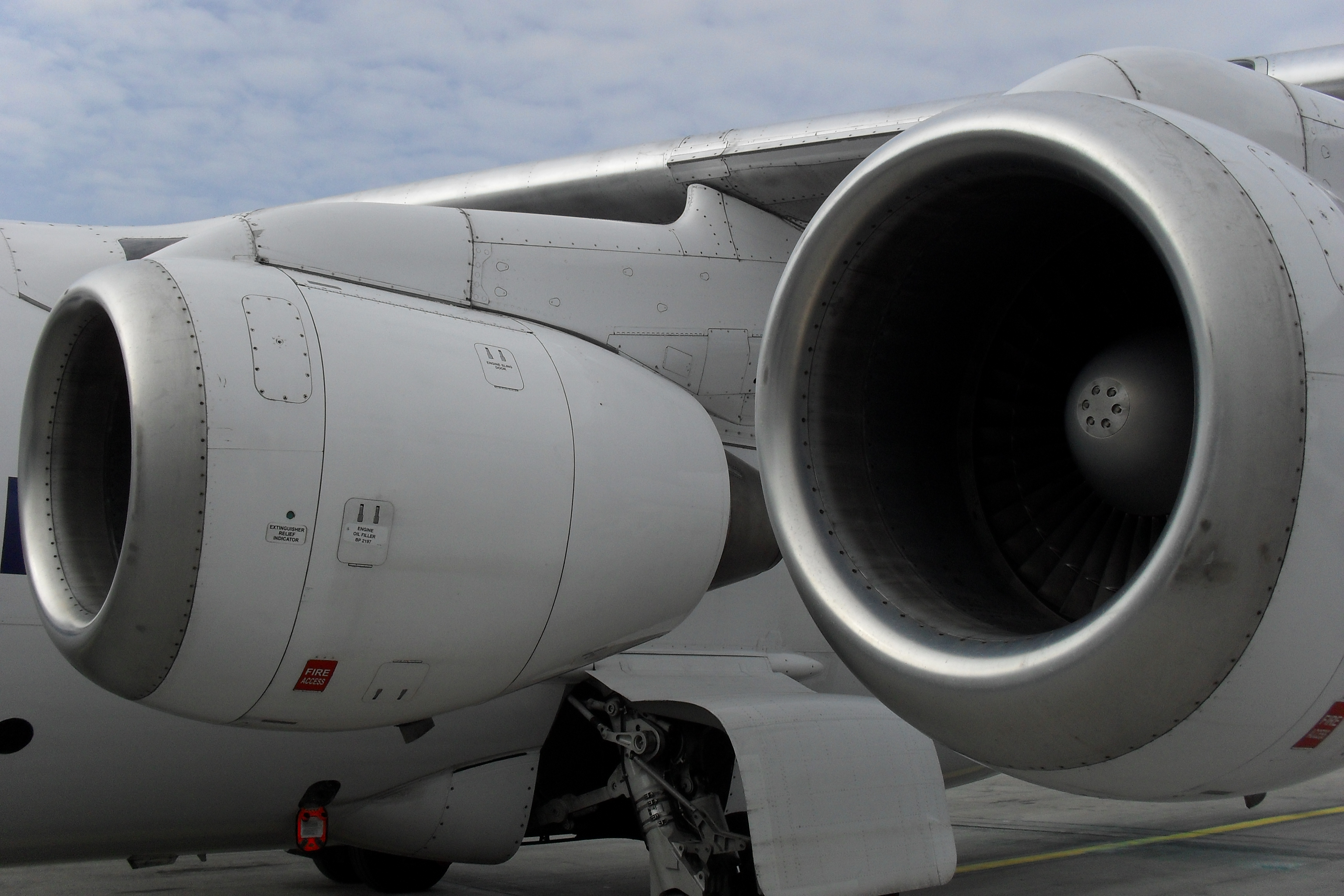
Avro RJ上配备的一对萊康明ALF 502发动机

BAe 146的起落架由道蒂公司（Dowty）設計，配備四台由美國萊康明公司（Lycoming）原先設計給直升機用的渦扇發動機修改而成的ALF 502渦扇發動機，機身採用高單翼配搭T型尾翼設計，四台發動機吊掛在主翼下。雖然發動機未設有反推力裝置，但因BAe 146的擾流板和襟翼的面積比同類機型的大，使BAe 146仍能在小型短跑道機場進行起降。與一般支線客機相比，BAe 146系列採用每行五個座位排列，而不是傳統的4座位並列，使乘客更方便舒適。另一特點是此型號飛機以低噪音著名，故吸引航空公司的採購。雖然BAe 146的競爭者較少，所接到的訂單也超過200架，但是其發動機並不可靠，招來不少批評。因此，英國航太便針對發動機問題而對BAe 146進行改良，更換了更可靠，並以FADEC電腦作管理的新發動機，並採用數碼化的航電系統，而BAe-146亦在1992年停產。
新的BAe 146改稱為愛費羅支線噴射機（Avro RJ），由英國航太分拆出來的愛費羅國際航太進行生產和銷售。雖然負責生產和銷售飛機的公司一再易手，但最後仍是回到英國航太手上，並未有影響其銷情。愛費羅的三款支線客機錄得160架訂單，使英國航太有意開發RJ115和RJX。但踏入21世紀，部份美國機師公會放寬航空公司的限制條款，使美洲兩大支線客機生產商推出高載客量的支線客機，再加上2001年發生911恐怖襲擊，使航空界出現前所空前危機，再加上四發動機的高昂維修成本，使英國航太在2001年決定終止BAe 146的生產和開發，而最後一架愛費羅支線噴射機並在2002年交付，英國航太終止了所有民航機的生產和研發。隨RJ系列的停產，許多航空公司計劃用CRJ系列或巴西航空工業E系列取代老舊的飛機。
直至2006年底，全球共有361架BAe飛機仍在營運。

## 在中国的运营历程

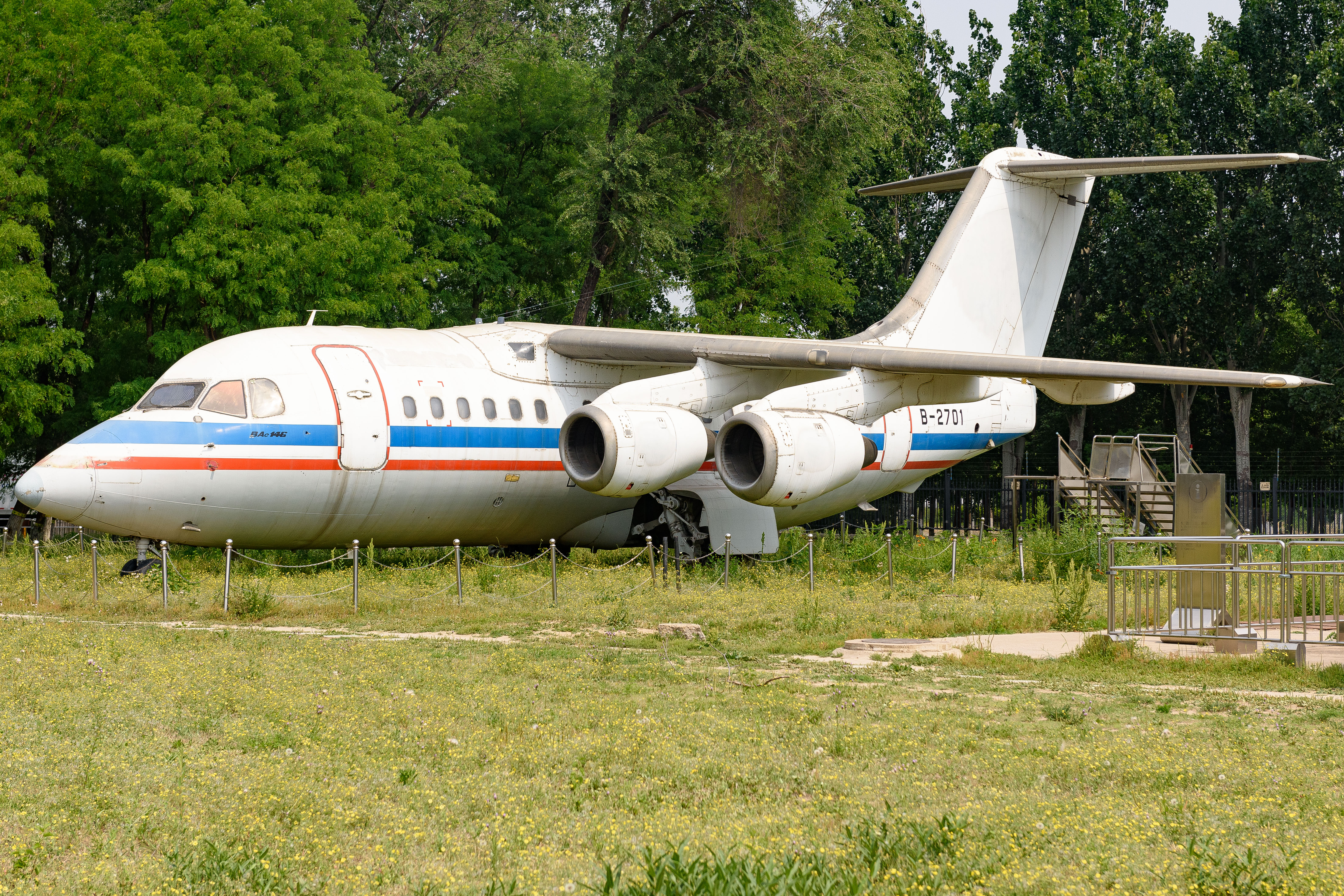
中国西北航空首架BAe 146-100（编号B-2701）现藏于北京民航博物馆

1986年，中国民航西安管理局（原兰州管理局，1989年改为中国西北航空）引进首批3架BAe 146-100，驻兰州中川机场，从而结束了甘肃民航长期只有螺旋桨式和苏联制飞机而没有喷气式飞机的历史:146。
1992年8月26日，中国民航局局长蒋祝平与英国宇航公司董事长罗伯特.科尔出席中国民航订购英国宇航8架BAe146-300型飞机协议的签定仪式。中国航空器材进出口公司总经理叶毅干，中国西北航空公司总经理冯大渝，英国宇航公司副总裁央冯特分别在协议书上签字。中国民航订购8架此型客机的总价值约2亿美元。
1993年7月23日，中国西北航空公司一架B-2716号BAe146-300飞机执行WH2119航班时，在银川机场起飞滑跑过程中冲出跑道飞机报废。
随着中国西北航空公司被中国东方航空公司兼并，剩余7架BAe146-300飞机由中国东方航空甘肃、江苏公司（南京航空）运营。
由于机队调整、运营成本、航材保障等多种原因，BAe146-300型客机在2005年陆续退出中国民航市场，部分已作为地面飞机餐厅或者是飞行学校的教具。

## 型號

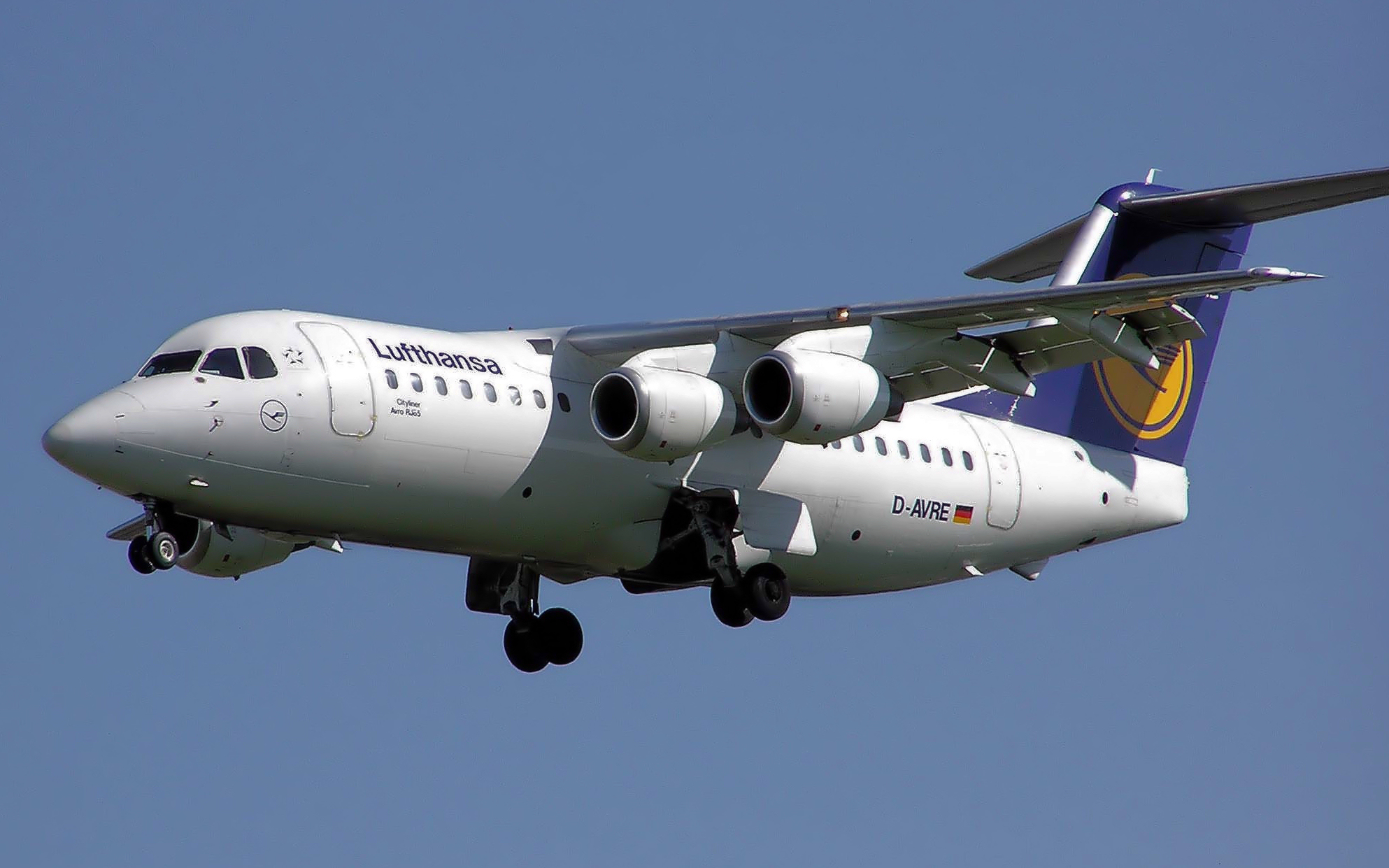
德國汉莎航空的Avro RJ85

### BAe 146-100（Avro RJ70）
BAe 146家族的基本型，載客量達70人，全重時能飛行1,796公里。Bae 146-100在1981年9月3日首飛，在1983年取得適航證書後便交付給客戶，而英國皇家空軍亦訂購一批BAe 146-100作為運輸機。BAe 146-100共生產了37架。RJ70是Bae 146-100的改良型，更換了發動機，採用更可靠、並以電腦管理的新發動機TL ALF 502R。RJ70與BAe 146-100的載客量一樣，滿載航程可達2,665公里，共生產了12架。

### BAe 146-200（Avro RJ85）
BAe 146-200是-100的機身加長型，載客量提高至85人，貨艙容積增加了35%。在1982年8月1日首飛，共生產了113架。RJ85是-200的改良型，更換了發動機型號，在1992年3月23日首飛，共生產了87架。另一款型號是200QC，C指Convertible，即是能快速地客貨機轉換。

### BAe 146-300（Avro RJ100）
BAe 146-300是-200的機身加長型，載客量提高至100人，在1987年5月1日首飛，而RJ100是-300的改良型，在1992年5月13日首飛，兩款機型一樣各生產了71架，另外有一架是從-100型改裝而成的。另一款型號是300QT，指Quiet Trader，是BAe 146貨機版本。

### Avro RJX
RJX系列是RJ系列的升級版本，改用更節省燃料的引擎，使飛機更安靜及更低的營運成本，但計劃已於2001年終止。

## 事故
- 1987年12月7日，太平洋西南航空1771号班机遭劫机坠毁。
- 1993年7月23日，中国西北航空2119号班机在银川西花园机场起飞失败冲出跑道坠毁。
- 2001年11月24日，十字航空3597号班机在瑞士苏黎世降落时坠毁。
- 2003年1月8日，土耳其航空634号班机在土耳其迪亚巴尔克降落时坠毁，这是Bae-146历来最惨重的空难。
- 2006年10月10日，大西洋航空670号班机，在挪威Stord机场，机上16人中4人遇难。
- 2016年11月29日，一架載有巴西足球隊的班機，CP-2933，墜毀於哥倫比亞梅德因國際機場附近。[7][8]

## 相關機型
- 福克100
- 雅克-42